# Mitsubishi J2M
Pour les articles homonymes, voir J2M.
Le Mitsubishi J2M Raiden, surnommé 'Jack' selon le système de désignation allié, était un avion de chasse, intercepteur pur, basé à terre et exclusivement utilisé par la Marine impériale japonaise pendant la dernière partie de la Seconde Guerre mondiale.

## Conception
Le Raiden est né d'une spécification 14-shi de septembre 1939 qui demandait la conception d'un chasseur terrestre de la marine. Cet appareil devait posséder une vitesse et un taux de montée élevés, du blindage, au détriment de l'autonomie et de la maniabilité. Ce projet, comparable à celui du Ki-44 de l'armée était en rupture avec la philosophie du 'tout pour la maniabilité' traditionnelle au Japon. L'équipe de Jirō Horikoshi, déjà fort occupée avec l'A6M 'Zéro' se mit au travail.

### Le J2M1
Malgré sa grande taille, le moteur de bombardiers Mitsubishi Kasei 13 (utilisé par le Mitsubishi G4M 'Betty' et le Kawanishi H8K) fut retenu en raison de sa grande puissance. Le prototype, équipé d'une aile laminaire favorisant les grandes vitesses, d'un capotage moteur et d'un cockpit très aérodynamiques vola en mars 1942. Des volets de combat permirent de récupérer un peu de vivacité. Ce fut pourtant une grosse déception, les performances n'étaient pas au niveau espéré et le cockpit profilé distordait dangereusement la vision. De plus le moteur vibrait énormément, ce défaut ne sera jamais réellement résolu au cours de la carrière du Raiden.

### Le J2M2
Les ingénieurs se remirent au travail, montèrent un Kasei 23 amélioré qui, grâce à l'injection d'eau et des pipes d'échappement propulsives, développait 1 800 ch au lieu des 1 430 ch initiaux. L'hélice et le bâti moteur furent modifiés, et l'habitacle reçut un cockpit plus conventionnel. Ces changements donnèrent naissance à la version de série J2M2 modèle 11 qui fut délivrée au 381e Kokutai (escadre) à l'automne 1943. Le nouvel appareil fut baptisé 雷電 : Raiden soit 'coup de tonnerre' en japonais et codé 'Jack' par les Alliés.
Malgré les importants travaux réalisés, l'appareil ne donna pas entièrement satisfaction car la visibilité était mauvaise et quelques accidents, certains inexpliqués, survinrent. L'appareil était cependant un très bon intercepteur, désormais rapide et bien protégé, beaucoup mieux adapté aux missions d'interception que le désormais dépassé 'Zero'. Son comportement était d'après tous ceux qui l'ont essayé (américains compris) excellent. 155 J2M2 seront produits.

### Le J2M3
La version J2M3 qui entra en production, différait du J2M2 d'abord par son armement. On élimina les mitrailleuses de capot au profit de deux canons de 20 mm à canon courts dans une aile renforcée. Ensuite un gros radiateur d'huile apparut sous le moteur pour régler des problèmes de bielles coulées. Ce fut la version la plus prolifique du Raiden : 260 exemplaires.

### Le J2M4
Pour essayer de maintenir la puissance du moteur à haute altitude et intercepter les B-29 avec efficacité, un turbocompresseur sera monté sur les deux prototypes du J2M4. Cet appareil était un échec mais il incorporait des améliorations qui se retrouvèrent en série : un cockpit permettant une nette amélioration de la vue du pilote. Des canons de 20 mm étaient aussi montés obliquement dans le fuselage derrière le pilote comme dans les chasseurs de nuit allemands. Cet échec supplémentaire amena la marine à choisir le N1K1-J comme son chasseur terrestre principal. Mais l'inefficacité de ce dernier à lutter à haute altitude obligea à remettre le J2M en production dans une version optimisée, le J2M5.

### Le J2M5
Le J2M5 modèle 33, version la plus rapide du Raiden (615 km/h) était équipée du MK4U-4 Kasei 26a équipé d'un compresseur à trois étages. Il avait également le cockpit arrondi du J2M4.Le J2M5 était le plus dangereux adversaire des B-29 parmi les appareils engagés par la Marine japonaise dans les derniers mois de la guerre. Mais le chaos engendré par les bombardements et la pénurie de matières premières firent que seuls 34 exemplaires furent fabriqués.

## Épilogue
La production toutes versions confondues s'établit à 471 appareils de série. Un seul exemplaire du Raiden existe dans le monde, c'est un J2M3 qui se trouve aux États-Unis au Planes of Fame Museum de Chino (Californie).

## Variantes
- J2M1 : spécification 14-shi, prototypes, cockpit bombé, moteur Kasei 13 de 1430ch
- J2M2 : modèle 11, Kasei 23a de 1800ch, 2 mitrailleuses de capot type 97 de 7,7 mm et 2 canons d'ailes de 20 mm type 99/2
- J2M3 : modèle 21, 4 canons de 20 mm d'ailes, deux de modèle 2 (long fût) et deux modèle 1 (fût court)
- J2M3 : exemplaires modifiés sur le terrain pour recevoir des canons à tir oblique type J2M4
- J2M3a: 4 canons de 20 mm Type 99 modèle 2 d'ailes dont deux en gondoles sous l'aile
- J2M4 : modèle 32, prototypes avec MK4R-C Kasei 23c à turbo, verrière améliorée, canons dans le fuselage à tir oblique
- J2M5 : modèle 33, identique au J2M4 avec moteur MK4U-4 Kasei 26a compresseur à trois étages optimisé haute altitude
- J2M5 : au moins un exemplaire sera armé avec des canons d'ailes de 30 mm
- J2M6 : modèle 31, J2M3 avec cockpit de J2M4
- J2M7 : modèle 23, projet de J2M3 avec moteur de J2M5